# 삼국사기
《삼국사기》(三國史記)는 고려 인종의 명을 받아 김부식(金富軾) 등이 1145년(인종 23년) 완성한 삼국시대 역사서이다. 대한민국에서 현존하는 가장 오래된 역사서이며, 삼국 시대의 각국의 흥망과 변천을 기술한 정사체의 역사서이다.
1970년 경주 옥산서원에 소장된 판본이 보물 제525호로 지정되었으며 2018년 국보 제322-1호로 승격되었다. 그밖에 1981년 조병순 소장 영본(零本)과 경주부간본(慶州府刊本)이 각각 보물 제722호, 723호로 지정되었다가 경주부간본이 국보 제322-2호로 승격되었다. 국보 제322-1호, 322-2호가 유일한 완본으로 현전하며, 보물 제722호는 7권 1책이 전해진다.

## 편찬 과정

### 편찬 시기
고려가 이자겸의 난과 묘청의 난 등 귀족 사회의 동요를 수습하고 난 뒤, 전 왕조의 역사를 공식으로 정리한 정사(正史)로서 기전체의 형식으로 편찬되었다. 글의 내용은 고기(古記)·유적(遺蹟) 혹은 중국의 여러 사서에서 뽑아 편찬하고 간행하였다.
《삼국사기》를 편찬하기 시작한 정확한 시기는 알려져 있지 않다. 김부식이 묘청의 난을 진압하고 난 후에 임명된 벼슬에 감수국사(監脩國史)가 있어 이 무렵부터 편찬되기 시작했다고 보는 설이 있고, 김부식이 정계에서 은퇴한 1142년에 시작했다고 보는 설이 있다. 《삼국사기》가 완성된 시기는 1145년(인종 23년)이다. 1174년에 송나라에 진상되기도 했다.

### 편수관
《삼국사기》 편찬에 참여한 편수관(編修官)은 총 11명으로 감수국사 김부식을 필두로 참고(參考) 8명(최산보, 이온문, 허홍재, 서안정, 박동계, 이황중, 최우보, 김영온)과 관구(管句) 2명(김충효, 정습명)이다. 김부식이 편찬의 주역으로 머리말, 논찬, 사료의 선택, 인물의 평가 등을 직접 하였을 것으로 보인다. 그 외의 실질적인 편찬 작업은 10명의 편수관이 수행했다. 10명의 편수관들 가운데 상당수는 대간(臺諫) 출신들이 많고, 김부식도 대간 계통의 관직을 두루 역임하였다. 이는 《삼국사기》가 비판적 성격을 가질 수 있었던 토대로 여겨진다.

## 구성 및 내용

### 구성
기전체로 작성되었다. 〈본기(本紀)〉, 〈연표(年表)〉, 〈지(志)〉, 〈열전(列傳)〉으로 구성되어 있다.
- 〈본기〉는 신라, 고구려, 백제, 세 나라의 역사를 각각의 본기로 나누어 편년체로 서술하였으며, 총 28권이다. 신라본기 12권(1~12권), 고구려본기 10권(13~22권), 백제본기 6권(23~28권)으로 구성되었다.

- 〈연표〉는 중국 역대 왕조의 연호를 기준으로 삼국의 왕계를 표로 작성하였으며, 총 3권(29~31권)으로 구성되었다.

- 〈지(志)〉는 〈잡지〉로서 삼국의 제도, 문화, 지리 등을 분야별로 서술한 것으로 총 9권(32~40권)이다. 1권은 제사(祭祀), 악(樂), 2권은 색복(色服), 거기(車騎), 기용(器用), 옥사(屋舍), 3~6권은 지리(地理), 7~9권은 직관(職官)으로 구성되었다. 대부분 신라를 중심으로 통일기의 상태에 관해서 서술하고 있다.

- 〈열전〉은 인물의 전기로 총 69명이 수록되어 있다. 1~3권이 김유신 열전으로 가장 분량이 많으며, 나머지 7권에는 삼국의 충효 · 화랑 · 문인(文人) · 반역인(叛逆人)과 관련 인물 등의 전기를 수록하였다.

### 내용

#### 본기
삼국의 역사를 모두 〈본기〉로 구성하였다. 기전체에서 〈본기〉는 정통성을 가진 중심 국가의 역사를 기록하는 부분이며, 이와 상반되는 부분으로 〈세가(世家)〉와 〈열전〉이 있다. 〈세가〉는 제후국의 역사를 다루는 부분으로, 중국에 대해서 제후국으로 자처했던 조선시대에 편찬된 《고려사》는 각 왕대의 역사를 〈세가〉로 구성하였던 것과 비교된다. 이는 《삼국사기》가 사대주의적인 역사서로 비판받는 것과 매우 다른 모습이다. 삼국은 모두 대등하게 다루어졌다. 삼국 모두 각각의 〈본기〉로 구성되어 있고 각국의 〈본기〉에서는 해당 국가를 ‘我 (우리)'라고 칭하며 나머지 2개 나라 및 기타 나라는 타국으로 다루었다. 삼국을 제외한 부여, 가야, 발해 등의 역사는 직접 다루고 있지 않다. 이는 《삼국사기》가 정사(正史)를 표방하고 있으며, 단대사(單代史)임을 명백하게 밝힌 점으로 볼 때 비판의 대상이 될 수 없다.

#### 잡지
〈잡지〉는 삼국의 제도, 문화 등을 체계적으로 전하는 유일한 기록이다. 그러나 대부분의 내용이 신라의 기록이며 고구려, 백제의 기록은 매우 소략하다. 지리지와 직관지가 가장 분량이 많다. 특히 지리지는 총 4권으로, 앞의 3권은 신라의 지리로서 통일신라의 9주를 다루고 있다. 각권마다 3개 주씩 총 9주의 연혁을 다루고 있는데, 1권은 신라, 2권은 고구려, 3권은 백제의 영역에 해당하는 주로 구성하였다. 4권은 고구려와 백제의 지리를 기록하였는데, 앞의 세 권의 연혁에 등장하지 않았거나 위치를 알지 못하는 지명도 다루고 있다.

#### 열전
〈열전〉에는 김유신을 비롯한 69명의 전기를 실었다. 특정한 편명으로 구분하지는 않았으나 각 권별로 일정한 기준에 의해 구성된 것을 알 수 있다. 1~3권은 김유신 열전, 4~5권은 무장 및 명신들의 열전, 6권은 학자 열전, 7권은 순국열사 열전, 8권은 효자 및 열녀 등 일반인 열전, 9권은 반신(叛臣) 열전, 10권은 역신(逆臣) 열전으로 볼 수 있다. 단, 중국의 정사에서 흔히 보이는 왕실 종친이나 후비 등의 열전은 수록되지 않았다.

#### 사론
《삼국사기》에는 역사적 사실을 기록한 기사들과 별도로 총 31편의 사론(史論), 일부 항목의 서문(序文), 기타 주석이 실려 있다. 특히 사론은 김부식이 역사적 사실에 대해서 평가를 내린 것으로서 이를 통해 김부식의 역사인식을 살펴볼 수 있다. 〈본기〉에 23편, 〈열전〉에 8편의 사론이 실려 있으며 이 사론은 성격에 따라 포폄적(褒貶的) 사론과 역사학적 사론으로 나눌 수 있다. 포폄적 사론은 역사적 사실의 잘잘못을 비판한 것으로 전체 분량의 2/3 가량을 차지한다. 포폄적 사론을 통해서 역사를 비판적 안목으로 바라보았던 것을 알 수 있다. 역사학적 사론은 사실의 규명이나 출전의 문제를 다루고 있다. 《삼국사기》를 저술하는 데 있어서 필요한 원칙, 서술한 이유, 역사적 사건의 원인 및 결과, 사료의 부족, 역사의 해석 등에 대한 내용으로 이루어져 있다.

## 진삼국사표
왕명을 받은 김부식은 1145년 《삼국사기》의 편찬을 완수하고 인종에게 표(表)를 올렸는데, 이 글은 《삼국사기》에는 수록되어 있지 않고 《동문선》 권44에 수록되어 있다.
 
신(臣) 김부식(金富軾)이 아뢰옵니다.
옛 열국도 또한 각각 사관(史官)을 두어 일을 기록하였습니다.
그러므로 맹자(孟子)는
“진(晉)나라의 『승(乘)』과 초(楚)나라의 『도올(檮杌)』과 노(魯)나라의 『춘추(春秋)』는 같은 것이다.”
라고 말하였습니다.
우리들 해동(海東) 삼국도 역사가 오래되었으니, 사실이 역사책에 기록되어야 합니다.
그래서 노신(老臣)에게 그것을 편집하도록 명하신 것인데,
스스로 돌아보니 지식이 부족하여 어찌할 바를 모르겠습니다.

엎드려 생각해보옵니다.
성상폐하(聖上陛下, 고려 인종)께서는 요(堯)임금과 같은 문사(文思)를 타고나시고,
우(禹)임금과 같은 근검(勤儉)을 체득하시어, 정무에 골몰하던 여가에 전고(前古)를 두루 살펴보시고,

“요즈음의 학사(學士)와 대부(大夫) 중에 『오경(五經)』, 『제자(諸子)』와 같은 책이나
진(秦)ㆍ한(漢) 역대의 역사에 대해서는 두루 통달하고 상세히 설명하는 자가 간혹 있으나,
우리나라의 일에 대해서는 도리어 아득하여 그 처음과 끝을 알지 못하니 참으로 한탄스럽다.” 고 말씀하셨습니다.

하물며 생각건대, 신라ㆍ고구려ㆍ백제가 나라를 세우고 솥발처럼 대립하면서 예를 갖추어 중국과 교통하였으므로,
범엽(范曄)의 『한서(漢書)』나 송기(宋祁)의 『당서(唐書)』에는 모두 열전(列傳)을 두었는데,
중국의 일만을 자세히 기록하고 외국의 일은 간략히 하여 갖추어 싣지 않았습니다.
또한 그 고기(古記)라는 것은 글이 거칠고 졸렬하며 사적(事跡)이 누락되어 있어서,
임금된 이의 선함과 악함, 신하된 이의 충성과 사특함, 나라의 평안과 위기,
백성들의 다스려짐과 혼란스러움 등을 모두 드러내어 경계로 삼도록 하지 못하였습니다.
그러므로 재주와 학문과 식견을 갖춘 인재를 얻어 일가(一家)의 역사를 이루어서
만세(萬世)에 이르도록 해와 별처럼 빛나게 해야 마땅할 것입니다.
그러나 저라는 사람은 본래 재주가 뛰어나지도 않고, 또한 학식이 깊은 것도 아니었는데,
늙어서는 날이 갈수록 정신이 흐릿해져서 부지런히 글을 읽어도 책을 덮으면 곧바로 잊어버리고,
붓을 잡으면 힘이 없어서 종이에 대고 써 내려가기가 어렵습니다.
저의 학술의 둔하고 얕음이 이와 같으며, 예전의 말과 일에 대해 어두움이 이와 같사옵니다.
이런 까닭으로 혼신의 힘을 다하여 겨우 책을 완성하였지만 볼만한 것이 되지 못하였으니,
그저 저 자신이 부끄러울 따름입니다.

엎드려 바라옵나니, 성상 폐하께서는 소홀하고 거친 솜씨를 이해해주시고 멋대로 지은 죄를 용서하시며,
비록 명산(名山)에 보관하기엔 부족하더라도 간장 단지를 덮는데 쓰이지는 않았으면 하옵니다.
저의 구구하고 망령된 뜻을 하늘과 해님께서 굽어 살펴주소서.

삼가 본기(本紀) 28권, 연표(年表) 3권, 지(志) 9권, 열전(列傳) 10권을 찬술하고,
표(表)와 함께 아뢰어 임금님의 눈을 더럽힙니다.

 — 진삼국사표 [進三國史表], 김부식(金富軾) 지음　
현대어 번역 《원문과 함께 읽는 삼국사기》, 한국고전인문연구소　
박장렬, 김태주, 박진형, 정영호, 조규남, 김현 (2012.8.20)　

## 특징
《삼국사기》는 《고기》, 《신라고기》, 《해동고기》, 《삼한고기》, 《본국고기》 등 한국의 고유 기록을 1차 사료로 삼았으며, 중국의 사료와 한국의 사료가 충돌하는 경우는 한국의 사료를 우선적으로 사용했다.
고조선, 가야, 동예, 옥저, 삼한, 발해 등의 역사는 빠져 있는데, 이것은 《삼국사기》가 먼저 출간된 《구삼국사》를 보다 간결하게 다듬은 형태이기 때문으로 보인다. 《구삼국사》와 《삼국사기》의 관계는 《구당서》와 《신당서》와 유사한 것으로 보이나 《구삼국사》가 남아 있지 않기 때문에 알 수 있는 방법이 없다. 현존하는 대부분의 《삼국사기》 표지에는 약칭인 《삼국사》로 적혀 있다.

## 보존 및 번역
고려 시대의 간행본은 전해지지 않는다. 1393년부터 1394년 사이에 진의귀과 김거두가 고쳐 펴냈고, 1512년(중종 7년)에 이계복이 다시 고쳤으며 이후 목판 또는 활자로 수차례 간행되었다.

## 평가
《삼국사기》는 한국 고대사 연구에 없어서는 안 될 매우 귀중한 자료이며, 이후 《고려사》와 《조선왕조실록》 편찬 등에 영향을 주었다.
《삼국사기》에 대해 신라 위주로 서술되었다는 점, 백제의 기록이 부족하다는 점, 고조선을 비롯한 가야, 동예, 옥저, 삼한(마한, 변한, 진한), 발해 등의 역사가 빠져 있다는 점, 불교 및 전통사상을 기술하지 않았다는 점 등의 비판이 있다.
| 항목                     | 비판 | 변호 |
| ------------------------ | --- | --- |
| 신라에 치우친 내용       | - 신라에 치우친 내용, 고구려와 백제의 기록 부족, 고조선 · 가야 · 동예 · 옥저 · 삼한(마한, 변한, 진한) · 발해 등의 역사가 빠져있다는 것 등을 근거로 비판한다. - 김부식이 묘청의 난을 진압한 사실과 관련지어 《삼국사기》가 신라계 문벌 귀족의 신라 계승 의식 표출이라고 보기도 한다. | - 당시 사료의 한계상 어쩔 수 없는 것이었다고 본다. - 〈본기〉에 한정했을 때 통일신라를 제외하면 오히려 고구려가 신라보다 분량이 더 많고, 신라 계승 의식보다는 삼국 모두를 계승했다는 삼한일통 의식이 더 잘 나타나 있다고 본다. |
| 사대주의 성향            | - 신채호의 저서 《조선사연구초》 중 〈조선 역사상 일천년래 제일대 사건〉(묘청의 난)에서 시작된 비판이다. 신채호는 서경파와 개경파의 대립을 자주와 사대의 대립으로 보아 개경파의 김부식이 승리함으로써 사대주의가 시작되었다고 보았다.                                               | - 내용과 당시 시대상을 고려할 때 상당히 현실적인 관점에서 집필했다. |
| 불교 및 전통 사상의 서술 | - 《삼국유사》, 〈동명왕편〉과 비교해보면 내용이 조금씩 다르다. | - 김부식은 술이부작(述而不作, 있는 그대로 기술할 뿐 새로 지어내지 않는다)과 이실직서(以實直書, 사실은 사실대로 올바르게 쓴다)의 원칙에 따라 수정하지 않았을 것이다.                                                            |

## 목록
| 본기 | 본기            | 본기 |
| 권수 | 제목            | 분류 |
| ---- | --------------- | --- |
| 권1  | 신라본기 제1    | 시조 혁거세 거서간 · 남해 차차웅 · 유리 이사금 · 탈해 이사금 파사 이사금 · 지마 이사금 · 일성 이사금                        |
| 권2  | 신라본기 제2    | 아달라 이사금 · 벌휴 이사금 · 내해 이사금 · 조분 이사금 · 첨해 이사금 미추 이사금 · 유례 이사금 · 기림 이사금 · 흘해 이사금 |
| 권3  | 신라본기 제3    | 내물 이사금 · 실성 이사금 · 눌지 마립간 · 자비 마립간 · 소지 마립간                                                         |
| 권4  | 신라본기 제4    | 지증 마립간 · 법흥왕 · 진흥왕 · 진지왕 · 진평왕                                                                             |
| 권5  | 신라본기 제5    | 선덕왕(선덕여왕) · 진덕왕(진덕여왕) · 태종왕(무열왕)                                                                        |
| 권6  | 신라본기 제6    | 문무왕(상) |
| 권7  | 신라본기 제7    | 문무왕(하) |
| 권8  | 신라본기 제8    | 신문왕 · 효소왕 · 성덕왕 |
| 권9  | 신라본기 제9    | 효성왕 · 경덕왕 · 혜공왕 · 선덕왕                                                                                           |
| 권10 | 신라본기 제10   | 원성왕 · 소성왕 · 애장왕 · 헌덕왕 · 흥덕왕 · 희강왕 · 민애왕 · 신무왕                                                       |
| 권11 | 신라본기 제11   | 문성왕 · 헌안왕 · 경문왕 · 헌강왕 · 정강왕 · 진성왕(진성여왕)                                                               |
| 권12 | 신라본기 제12   | 효공왕 · 신덕왕 · 경명왕 · 경애왕 · 경순왕                                                                                  |
|      |                 | |
| 권13 | 고구려본기 제1  | 시조 동명성왕 · 유리왕(유리명왕)                                                                                            |
| 권14 | 고구려본기 제2  | 대무신왕 · 민중왕 · 모본왕                                                                                                  |
| 권15 | 고구려본기 제3  | 태조대왕 · 차대왕 |
| 권16 | 고구려본기 제4  | 신대왕 · 고국천왕 · 산상왕                                                                                                  |
| 권17 | 고구려본기 제5  | 동천왕 · 중천왕 · 서천왕 · 봉상왕 · 미천왕                                                                                  |
| 권18 | 고구려본기 제6  | 고국원왕 · 소수림왕 · 고국양왕 · 광개토왕 · 장수왕                                                                          |
| 권19 | 고구려본기 제7  | 문자명왕 · 안장왕 · 안원왕 · 양원왕 · 평원왕                                                                                |
| 권20 | 고구려본기 제8  | 영양왕 · 영류왕 |
| 권21 | 고구려본기 제9  | 보장왕(상) |
| 권22 | 고구려본기 제10 | 보장왕(하) |
|      |                 | |
| 권23 | 백제본기 제1    | 시조 온조왕 · 다루왕 · 기루왕 · 개루왕 · 초고왕                                                                             |
| 권24 | 백제본기 제2    | 구수왕 · 사반왕 · 고이왕 · 책계왕 · 분서왕 · 비류왕 · 계왕 근초고왕 · 근구수왕 · 침류왕                                     |
| 권25 | 백제본기 제3    | 진사왕 · 아신왕 · 전지왕 · 구이신왕 · 비유왕 · 개로왕                                                                       |
| 권26 | 백제본기 제4    | 문주왕 · 삼근왕 · 동성왕 · 무령왕 · 성왕                                                                                    |
| 권27 | 백제본기 제5    | 위덕왕 · 혜왕 · 법왕 · 무왕                                                                                                 |
| 권28 | 백제본기 제6    | 의자왕 |
| 연표 |                 | |
| 권29 | 연표 상         | 기원전 57년 ~ 274년 |
| 권30 | 연표 중         | 275년 ~ 608년 |
| 권31 | 연표 하         | 609년 ~ 936년 |
| 잡지 |                 | |
| 권32 | 잡지 제1        | - 제사 - 악(樂) (음악) |
| 권33 | 잡지 제2        | - 색복 (의복) - 거기 (수레) - 기용 (기물) - 옥사 (집 · 가옥)                                                                |
| 권34 | 잡지 제3        | - 지리1 - 신라 : 상주 · 양주 · 강주                                                                                         |
| 권35 | 잡지 제4        | - 지리2 - 신라 : 한주 · 삭주 · 명주                                                                                         |
| 권36 | 잡지 제5        | - 지리3 - 신라 : 웅주 · 무주 · 전주                                                                                         |
| 권37 | 잡지 제6        | - 지리4 - 고구려 · 백제 · 미상 및 기타                                                                                      |
| 권38 | 잡지 제7        | - 직관 상 - 신라 중앙관부 (중앙관제 · 관등)                                                                                 |
| 권39 | 잡지 제8        | - 직관 중 - 신라 궁정관부                                                                                                   |
| 권40 | 잡지 제9        | - 직관 하 - 신라 무관 · 외관 - 고구려 · 백제                                                                                |
| 열전 |                 | |
| 권41 | 열전 제1        | 김유신(상) |
| 권42 | 열전 제2        | 김유신(중) |
| 권43 | 열전 제3        | 김유신(하) |
| 권44 | 열전 제4        | 을지문덕 · 거칠부 · 거도 · 이사부 · 김인문 · 김양 · 흑치상지 · 장보고 · 정년 · 사다함                                       |
| 권45 | 열전 제5        | 을파소 · 김후직 · 녹진 · 밀우 · 유유 · 명림답부 · 석우로 · 박제상 · 귀산 · 온달                                             |
| 권46 | 열전 제6        | 강수 · 최치원 · 설총 |
| 권47 | 열전 제7        | 해론 · 소나 · 취도 · 눌최 · 설계두 · 김영윤 · 관창 · 김흠운 · 열기 · 비녕자 · 죽죽 · 필부 · 계백                            |
| 권48 | 열전 제8        | 향덕 · 성각 · 실혜 · 물계자 · 백결 선생 · 검군 · 김생 · 솔거 · 효녀 지은 · 설씨녀 · 도미                                    |
| 권49 | 열전 제9        | 창조리 · 개소문 |
| 권50 | 열전 제10       | 궁예 · 견훤 |

## 같이 보기
| - 고구려 - 백제 - 신라 - 남북국 시대 - 삼국 시대 - 후삼국 시대 | - 《국사》 - 《고려사》 - 《구삼국사》 - 《삼국유사》 - 《동국통감》 - 《조선왕조실록》 | - 광개토왕릉비 - 충주 고구려비 - 진흥왕 순수비 - 창녕 진흥왕 척경비 - 단양 신라 적성비 - 울진 봉평리 신라비 |

## 참고 자료
- 보물 제522호 - 국가유산청 국가유산포털
- 보물 제523호 - 국가유산청 국가유산포털
- 보물 제723호 - 국가유산청 국가유산포털
- 대구광역시 유형문화재 제79호 - 국가유산청 국가유산포털